# Taylor Townsend
Taylor Townsend (født 16. april 1996 i Chicago, Illinois, USA) er en professionel kvindelig tennisspiller fra USA.